# Lee Sang-ho (calciatore 1981)
Lee Sang-ho ((이상호?, 李尙浩?); 18 novembre 1981) è un ex calciatore sudcoreano, di ruolo difensore.